# Onyx Equinox
Onyx Equinox è una webserie d'animazione messicano-statunitense creata da Sofia Alexander per Crunchyroll. Si basa sulle mitologie della Mesoamerica, principalmente con divinità dei Maya e degli Aztechi, sebbene includa anche altre culture come quelle degli Zapotechi, degli Olmechi e dei Totonachi, tra le altre.
La serie è stata presentata in anteprima il 21 novembre 2020.

## Trama
Izel è un giovane azteco che viene lasciato solo al mondo quando sua sorella, la sua unica famiglia, viene scelta come sacrificio rituale agli dei. Izel non vuole continuare a vivere da solo, quindi tenta il suicidio, ma un emissario degli dei lo salva e lo informa che gli dei lo hanno scelto per compiere un certo destino: chiudere le cinque porte degli inferi e dimostrare il valore degli umani come "campione dell'umanità". Izel non apprezza gli esseri umani, ma la promessa che gli dei potranno restituirgli sua sorella se compie la sua missione fa sì che il giovane accetti con riluttanza la missione. Izel viaggerà attraverso la regione mesoamericana cercando di superare il suo dolore, scoprendo alleati, subendo tradimenti e trovando un significato nella disperazione che prova, il tutto nel tentativo di compiere il destino che gli dei gli hanno imposto prima della prossima luna nuova. Dal suo successo dipenderà il destino dell'umanità.

## Episodi
| nº | Titolo originale   | Titolo italiano       | Pubblicazione    |
| -- | ------------------ | --------------------- | ---------------- |
| 1  | The Last Day       | L'ultimo giorno       | 21 novembre 2020 |
| 2  | Jaws of the Jaguar | Le fauci del giaguaro | 28 novembre 2020 |
| 3  | Thicker Than Water | Il sangue non è acqua | 5 dicembre 2020  |
| 4  | The Stranger       | La straniera          | 12 dicembre 2020 |
| 5  | Predation          | Prede                 | 19 dicembre 2020 |
| 6  | What She Carries   | Il peso che lei porta | 26 dicembre 2020 |
| 7  | The Underworld     | L'oltretomba          | 26 dicembre 2020 |
| 8  | Run                | Scappate              | 26 dicembre 2020 |
| 9  | Death From Above   | Morte dall'alto       | 26 dicembre 2020 |
| 10 | Death From Below   | Morte dal basso       | 26 dicembre 2020 |
| 11 | The Last Year      | L'ultimo anno         | 26 dicembre 2020 |
| 12 | The Bet            | La scommessa          | 26 dicembre 2020 |

## Personaggi e doppiatori
- Izel, voce originale di Olivia J Brown.
- Yaotl, voce originale di Alejandro Vargas-Lugo.
- Yun, voce originale di Patrick Pedrazza.
- K'in, voce originale di Juan Arturo Maldonado.
- Zyanya, voce originale di Carolina Ravassa.
- Xanastaku, voce originale di Kimberly Woods.
- Mictlantecuhtli, voce originale di Cástulo Guerra.
- Tezcatlipoca, voce originale di Arin Hanson.
- Quetzalcoatl, voce originale di Zeus Mendoza.
- Mictecacihuatl, voce originale di Fayna Sanchez.
- Tzitzimime, voce originale di Alicia Ross.
- Xolotl, voce originale di SungWon Cho.
- K'i'ik, Meque e Nelli, voce originale di Sofia Alexander.

## Distribuzione
La serie è stata pubblicata il 21 novembre 2020. Un primo trailer era stato pubblicato il 25 giugno, un secondo che mostra i personaggi della serie il 4 settembre, un ultimo il 29 ottobre. L'11 novembre 2020 Crunchyroll ha annunciato che la serie sarebbe stata doppiata al momento della pubblicazione in inglese, spagnolo, portoghese, francese e tedesco; in Italia è disponibile la sola versione sottotitolata.
Il 6 novembre 2023 Sofia Alexander ha annunciato la cancellazione della serie.

## Riconoscimenti
All'inizio di dicembre 2020 la creatrice di Onyx Equinox, Sofia Alexander, ha ricevuto il premio "New Voice of the Year" da Animation Magazine.